# Jean Montero
Jean Claudio Montero Berroa (Santo Domingo, 3 de julio de 2003) es un jugador de baloncesto dominicano que pertenece al Valencia Basket de la Liga ACB. Mide 1,88 metros y juega en la posición de escolta.

## Carrera deportiva
Montero es un jugador natural de Santo Domingo, formado en las categorías inferiores del DOSA y en Mauricio Báez. En octubre de 2019, después de su participación en el campeonato FIBA Americas Sub-16, consigue ingresar en las categorías inferiores del Herbalife Gran Canaria. Comenzaría la temporada 2019-20 en el equipo júnior, pero en diciembre de 2019 dio el salto al filial de Liga LEB Plata.
A finales de diciembre del 2019 se celebró el Adidas Next Generation Tournament Sub-18 o Adidas NGT, Montero ayudó a su equipo a ganar el torneo, clasificándolo a la Euroleague Final Four de 2020 que, como la mayoría de eventos de las categorías menores, fue afectado y cancelado por la Pandemia por Covid-19. Además Jean fue incluido en el mejor quinteto y como el MVP (Jugador Más Valioso) de esta competencia.
En verano de 2020, haría la pretemporada con el primer equipo y durante la temporada 2020-21, seguiría en el Gran Canaria LEB. El 27 de septiembre de 2020, debutó con el Herbalife Gran Canaria en la Liga Endesa con apenas 17 años, en un encuentro de la tercera jornada frente al Casademont Zaragoza con una derrota por 88 a 71, en el que jugó diez minutos y dieciocho segundos del partido, anotando 5 puntos.
El 4 de junio de 2021, firmó en la Overtime Elite (OTE), una nueva liga radicada en los Estados Unidos que buscaría brindar un camino alternativo a los jugadores de High School o Internacionales en su camino hacia la NBA.
Tras no ser elegido en el Draft de la NBA de 2022, ese verano participó en la Summer League de la NBA, disputando cinco partidos con los New York Knicks, promediando 15 minutos, 5,4 puntos, 1,4 rebotes y 1 asistencia por partido.
El 31 de enero de 2023, firmó con el Real Betis Baloncesto de la liga ACB, cedido por el CB Gran Canaria hasta final de temporada. En la temporada 2022-23 fue nombrado Mejor Joven de la Liga Endesa, además de coleccionar hasta tres veces el premio de Mejor Jugador Latinoamericano de la competición. En sus 16 partidos promedió de media 17,6 puntos, 3,4 asistencias, 2,8 rebotes y 17,1 de valoración.
Para el comienzo de la siguiente temporada 2023-24, el jugador no se presentó a los entrenamientos previstos con el Gran Canaria y, de acuerdo a un comunicado oficial del equipo, manifestó la voluntad de «no continuar bajo la disciplina del club».
El 12 de octubre de 2023, firma en calidad de cedido por dos temporadas con el Morabanc Andorra de la Liga Endesa.
En julio de 2024, ficha por Valencia Basket, por dos temporadas, con una tercera opcional.

## Selección nacional
Fue fijo en las convocatorias de las categorías inferiores de la Selección de baloncesto de la República Dominicana. En 2018, disputaría el FIBA Centrobasket sub-15 y en su debut logró 32 puntos, 6 rebotes y 7 asistencias, gracias a un acierto de 17 de 20 en tiros libres. Logró obtener su primer oro con República Dominicana, además de ser nombrado MVP de la competición.
En junio de 2019 lideró al conjunto quisqueyano sub-16 para conseguir el bronce en el FIBA Américas sub-16, además coronándose como el máximo anotador en puntos por partido y puntos totales en cualquiera de estos eventos realizados con anterioridad (desde el 2009 hasta el presente). El equipo clasificó para el mundial Sub-17, que lamentablemente no se celebraría debido a la Pandemia por Covid-19.
El mes siguiente participó en el Centrobasket Sub-17, que daría la clasificación para el Campeonato FIBA Américas Sub-18. Volvió a coronarse líder en puntos y robos de la competencia pero lamentablemente el conjunto caribeño no logró terminar entre los mejores 3 del torneo que daban la clasificación al Sub-18.
Con solo 16 años fue invitado a entrenar con la selección de mayores de cara al Mundial de Baloncesto del 2019, pero finalmente fue cortado antes de partir hacia Pekín. Su debut con la selección absoluta tubo que esperar un año más, el 30 de noviembre del 2020 en un partido contra Cuba durante las ventanas para el FIBA AmeriCup 2022. Culminó el partido con 7 puntos, 2 rebotes y 1 asistencia en tan solo 6 minutos jugados.
Durante agosto y septiembre de 2023 fue integrante de la selección de República Dominicana que participó en el Mundial de 2023 celebrado en Asia, y que finalizó en decimocuarto lugar.